# Walter Knoche
Walter Knoche (7 de marzo de 1881, Berlín - 3 de julio de 1945, Buenos Aires) fue un destacado investigador en climatología, electricidad atmosférica, geografía y etnología.  Se desempeñó como climatólogo en el Servicio Meteorológico Nacional de Argentina, sucediendo al difunto Robert Mossman. Knoche nació en Berlín el 7 de marzo de 1881, siendo su madre hermana de Paul Ehrlich, uno de los pioneros de la terapéutica química moderna.

## Vida y carrera
A través del ejemplo de su tío, Knoche recibió un fuerte estímulo hacia los problemas médicos y fisiológicos, y de hecho, una gran parte de sus investigaciones climatológicas se centraron en las relaciones entre el clima y el ser humano, los animales y las plantas. Estudió en Ginebra y Berlín, siendo discípulo de von Richthofen en geografía y von Bezold en meteorología. Después de una breve expedición científica a Bolivia, donde realizó una extensa serie de valiosas observaciones meteorológicas a una altitud de 5.200 metros, se convirtió en 1910 en jefe del Instituto Meteorológico y Geofísico de Chile, cargo que ocupó hasta 1916. Muchas de sus primeras publicaciones tratan sobre electricidad atmosférica, basadas en sus propias observaciones en tierra y mar, así como en montañas a lo largo de la vasta área entre Tenerife e Isla de Pascua, especialmente en América del Sur. Su expedición a Isla de Pascua en 1911 lo llevó a emprender un estudio exhaustivo de sus diferentes problemas geográficos y antropológicos, que discutió en una valiosa monografía.
Walter Alfred Knoche fue designado por el gobierno chileno en 1911 para liderar primera expedición chilena a Rapa Nui. Poseía experiencia en meteorología, geofísica, geografía, antropología cultural y ciertos conocimientos en antropología física y medicina. misión de Knoche incluía instalación de una estación sismológica y meteorológica, así como estudio de población indígena. Publicó 38 artículos y un libro sobre su trabajo científico y sus experiencias en Rapa Nui. Sus experiencias durante estancia de 12 días en Rapa Nui tuvieron un impacto duradero en él. Knoche cofundó servicio meteorológico en Santiago, Chile, y una empresa farmacéutica. 
Sus publicaciones científicas abarcaron una amplia variedad de temas, desde mitos, canciones y costumbres locales hasta climatología, ciencias naturales y antropología física. Su obra principal es libro Die Osterinsel. Die chilenische Osterinsel-Expedition von 1911 ("La Isla de Pascua. La expedición chilena a la Isla de Pascua de 1911"). Los artículos de Knoche abordan diversos aspectos de cultura de Rapa Nui, incluyendo cultura material, rituales, costumbres y eventos históricos, también tratan sobre condiciones de salud de indígenas, lepra, enemistades, fenómenos sociales, desoladas condiciones de vida de población indígena, meteorología y climatología ofrecen conocimientos sobre cultura de Rapa Nui e investigación científica de época. Especuló sobre función de figuras antropomorfas de madera y discutió adoración de antepasados. Entre sus publicaciones también están Temperatura equivalente e Influencia antropogénica del clima.
Durante los últimos años, el interés principal de Knoche se centró en la fitoclimatología, la formación de desiertos, colonización, clasificación de climas y bioclimatología general, y es justo considerarlo uno de los pioneros de esta nueva rama de la ciencia. Junto con el difunto Vladimir Borzakov, fue autor de un libro sobre el clima de Argentina, que actualmente se encuentra en proceso de publicación. Una revisión más detallada de las numerosas publicaciones de Knoche, que superan considerablemente las doscientas y abarcan una amplia gama de temas, se publicará en la revista argentina "Ciencia e Investigación".